# Varekil

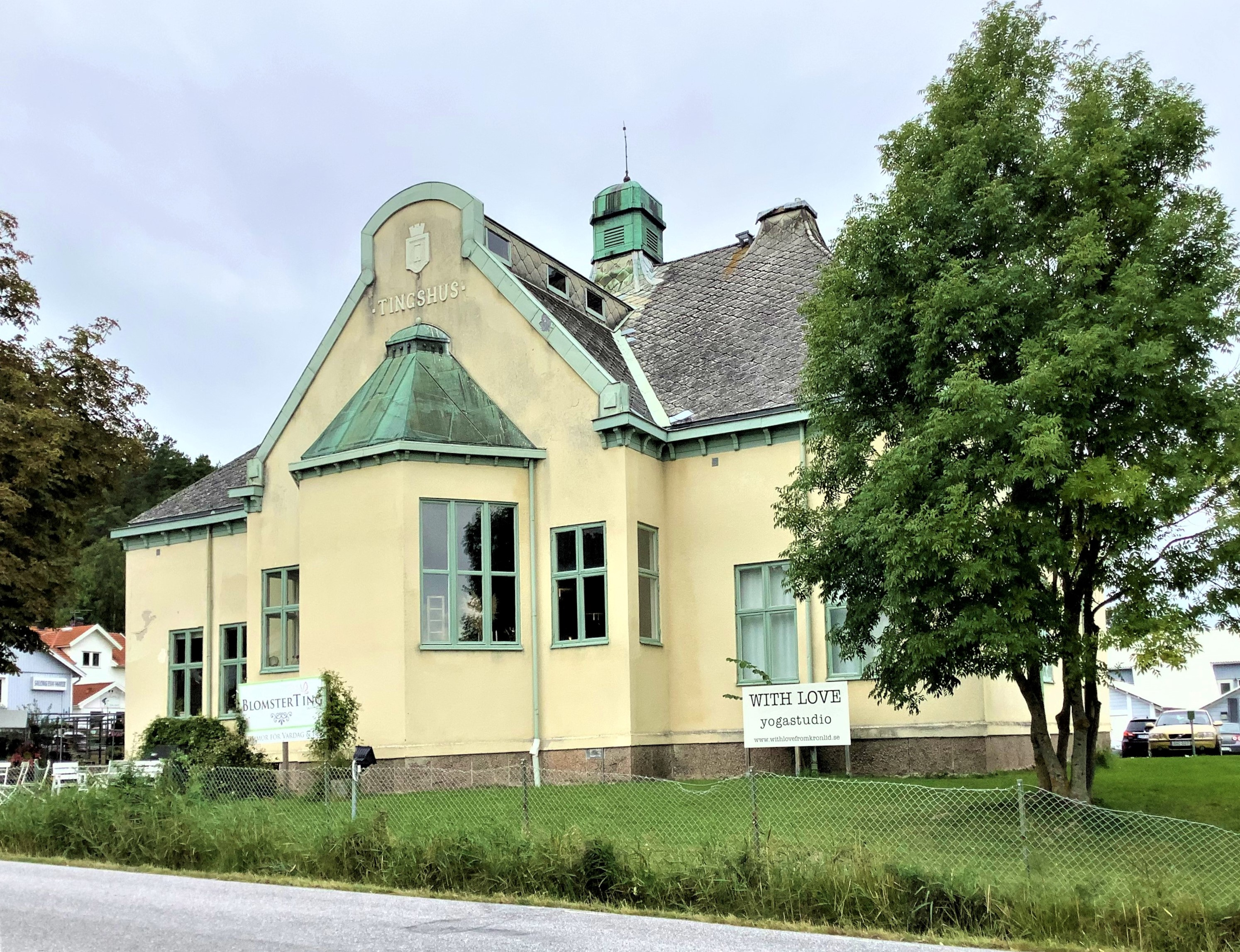
Tingshuset i Varekil

Varekil är en tätort i Orusts kommun på södra delen av Orust.

## Historik
Varekil blev i slutet av 1800-talet en handelsplats. Mellan 1912 och 1962 var orten tingsplats för Orusts och Tjörns tingslag.

### Befolkningsutveckling
| Befolkningsutvecklingen i Varekil 1980–2020        | Befolkningsutvecklingen i Varekil 1980–2020 | Befolkningsutvecklingen i Varekil 1980–2020 | Befolkningsutvecklingen i Varekil 1980–2020 | Befolkningsutvecklingen i Varekil 1980–2020 |
| -------------------------------------------------- | ------------------------------------------- | ------------------------------------------- | ------------------------------------------- | ------------------------------------------- |
|                                                    |                                             |                                             |                                             |                                             |
| År                                                 |                                             |                                             | Folkmängd                                   | Areal (ha)                                  |
| 1980                                               | 1980                                        |                                             | 292                                         |                                             |
| 1990                                               | 1990                                        |                                             | 499                                         | 43                                          |
| 1995                                               | 1995                                        |                                             | 588                                         | 48                                          |
| 2000                                               | 2000                                        |                                             | 583                                         | 49                                          |
| 2005                                               | 2005                                        |                                             | 586                                         | 49                                          |
| 2010                                               | 2010                                        |                                             | 602                                         | 66                                          |
| 2015                                               | 2015                                        |                                             | 912                                         | 160                                         |
| 2020                                               | 2020                                        |                                             | 941                                         | 155                                         |
| Anm.: Ny tätort 1980. Sammanvuxen 2015 med Svanvik |                                             |                                             |                                             |                                             |

## Samhället
Varekil är, tillsammans med det strax sydväst om samhället som belägna bostadsområdet Svanvik, främst en villabebyggelse.
En djurklinik är belägen i "Varekilskurvorna". 
Varekils skola är ortens låg- och mellanstadieskola.

## Idrott
Stala IF är ortens enda fotbollsförening. 20 maj 2009 invigdes Ängö Schakt Arena med Orusts första konstgräsplan